# ОШ „Бранко Радичевић” Вранеши
ОШ „Бранко Радичевић” је државна установа основног образовања, налази се у насељеном месту Вранеши, на територији општине Врњачка Бања.

## Историјат
Школа је почела са радом школске 1910/11. године у општинској згради адаптираној за потребе школе. Први учитељ је био Љубо Ђулаковић. Школа није радила за време Балканских ратова и Првог светског рата. Прва школска зграда сазидана је 1936. године, за потребе четвороразредне основне школе, а 1951. године прерасла је у осморазредну. До краја 1969. године школа носила назив „25. мај”, а од 1970. име великана српске поезије Бранка Радичевића. Зграда у којој се данас одвија настава завршена је 1986. године. 

## Школа у Подунавцима
У Подунавцима 1923. године почела је са радом основна школа, у приватној кући, адаптираној за извођење наставе. Први учитељ је био Милош Симић. До 1969/1970. године школа је четвороразредна, а те године постаје петоразредна и припаја се осморазредној школи у Вранешима. Дотадашњи назив школе био је „Моше Пијаде”. Нова школска зграда дограђена је 1978. године, а 1999. године, кроз пројекат „Школа за демократију”, почела је адаптација постојеће зграде и доградња простора за модернизован наставни процес. Године 2010, године у школском дворишту је у сарадњи са Министарством омладине и спорта и локалне самоуправе урађен је спортски терен за мале спортове. У припреми је и изградња нове фазе школе.

## Школа у Средњем Грачацу
Школа у Горњем Грачацу почела је са радом 1864. године, а према неким подацима школа је постојала још 1818. године. До 1889/1990. године била је углавном мушка школа. Прва ученица била је Зора Ђуровић из Отрока, а први учитељ Глигорије Гавриловић. До 17. септембра 1917. године школа је радила по наставном плану и програму из 1850. године који је носио назив „Расположена предмета који се у основним училиштима предају разредима и полугодијима”. У време ратова школа није радила па је школске 1955/56. године отворена четвороразредна школа са два комбинована одељења у Средњем Грачацу. Школске 1962/63. године школа у Средњем Грачацу постала је осморазредна школа. Три године касније припојене су јој школе у Доњем Грачацу и Отроцима. Адаптацијом старе школске зграде 1999. године и доградњом новог дела са спратом створени су услови за одвијање наставног процеса у једној смени. 

## Школа у Доњем Грачацу
Иницијатива за изградњу школе у Доњем Грачацу покренута је 1928. године хуманим гестом Адама и Станојке Николић који нису имали деце, а дали су плац за изградњу школске зграде. Све припреме су вршене у периоду пре Другог светског рата, али због ратних околности прва школска зграда у овом месту подигнута тек 1958. године. Школа је почела са радом 1960. године, а први учитељи били су Момчило и Бисерка Баралић. Адаптацијом постојећег простора средствима локалне самоуправе Врњачка Бања месне заједнице Грачац и мештана створени су побољшани услови за реализацију васпитно-образовног процеса. Од 10. новембра 2006. године почео је са радом предшколско-припремни разред. 

## Школа у Отроцима
У старој општинској згради 1930. године основана је прва школа у овом месту. Први учитељ била је Загорка Вукосављевић. Нова школска зграда саграђена је 1952. године а тек десет година касније је електрифицирана (до тада је била осветљена помоћу мале сеоске централе која је радила на принципу динамо машине). Акцијом мештана, школа је реновирана 1968/69. године те су ученици у новој згради дочекали припајање школи у Вранешима. Адаптацијом постојећег простора средствима МЗ Грачац, локалне самоуправе Врњачка Бања, Министарства просвете и спорта и мештана створени су услови за осавремењивање наставног процеса. Са изградњом балон сале започето је 2015. године, а сала је отворена и у употреби од новембра 2017. године. 